# Lijst van gemeentelijke monumenten in Meierijstad
De gemeente Meierijstad heeft 210 gemeentelijke monumenten. Hiervan zijn 186 afkomstig uit de voormalige gemeente Veghel en 26 van de voormalige gemeente Sint-Oedenrode. Hieronder een overzicht. Zie ook de rijksmonumenten in Meierijstad.

## Boerdonk
De plaats Boerdonk kent 9 gemeentelijke monumenten:
| Object                      | Bouwjaar     | Architect     | Locatie                        | Coördinaten                   | Nr.        | Afbeelding                  |
| --------------------------- | ------------ | ------------- | ------------------------------ | ----------------------------- | ---------- | --------------------------- |
| Boerderij                   | ca 1930      |               | Bosscheweg 21                  | 51° 33' 58" NB, 5° 36' 2" OL  | 1948/WN001 | Upload foto                 |
| Boerderij, gemengd bedrijf  | 1903         |               | Coxsebaan 4                    | 51° 33' 40" NB, 5° 37' 51" OL | 1948/WN002 | Upload foto                 |
| Boerderij, gemengd bedrijf  |              |               | Coxsebaan 7                    | 51° 33' 53" NB, 5° 38' 17" OL | 1948/WN003 | Upload foto                 |
| Dorpswoning                 | 1936         |               | Kapelstraat 15                 | 51° 33' 33" NB, 5° 37' 38" OL | 1948/WN004 | Upload foto                 |
| Boerderij, gemengd bedrijf  | ca 1840-1850 |               | Pastoor Van Schijndelstraat 1  | 51° 33' 33" NB, 5° 37' 10" OL | 1948/WN005 | Upload foto                 |
| Boerderij, gemengd bedrijf  | 18e eeuw     |               | Pastoor Van Schijndelstraat 33 | 51° 33' 39" NB, 5° 37' 32" OL | 1948/WN006 | Boerderij, gemengd bedrijf  |
| R.K. Kerk St. Servatius     | 1863         | M.H. Verhoekx | Pastoor Van Schijndelstraat 35 | 51° 33' 38" NB, 5° 37' 35" OL | 1948/WN007 | R.K. Kerk St. Servatius     |
| Parochie-/ gemeenschapshuis | 1863         |               | Pastoor Van Schijndelstraat 37 | 51° 33' 39" NB, 5° 37' 36" OL | 1948/WN008 | Parochie-/ gemeenschapshuis |
| Boerderij, gemengd bedrijf  | 1931         |               | Tolentijnstraat 17             | 51° 33' 37" NB, 5° 37' 50" OL | 1948/WN009 | Upload foto                 |

## Boskant
De plaats Boskant heeft 1 gemeentelijk monument:
| Object               | Bouwjaar | Architect | Locatie  | Coördinaten                   | Nr.    | Afbeelding  |
| -------------------- | -------- | --------- | -------- | ----------------------------- | ------ | ----------- |
| Landgoed "Den Hulst" |          |           | Hulst 10 | 51° 33' 59" NB, 5° 24' 36" OL | 0846/6 | Upload foto |

## Eerde
De plaats Eerde kent 10 gemeentelijke monumenten:
| Object                                                                                | Bouwjaar | Architect | Locatie           | Coördinaten                   | Nr.        | Afbeelding        |
| ------------------------------------------------------------------------------------- | -------- | --------- | ----------------- | ----------------------------- | ---------- | ----------------- |
| Woonhuis, voormalige boerderij                                                        |          |           | Bergweg 6         | 51° 36' 11" NB, 5° 29' 50" OL | 1948/WN010 | Meer afbeeldingen |
| Langgevelboerderij                                                                    |          |           | De Horstjens 2    | 51° 36' 21" NB, 5° 30' 6" OL  | 1948/WN011 | Upload foto       |
| Boerderij                                                                             |          |           | De Kuilen 14      | 51° 35' 43" NB, 5° 29' 45" OL | 1948/WN012 | Upload foto       |
| R.K. Kerk H. Antoniusabt + kruisbeeld                                                 |          |           | Esdonkstraat 2    | 51° 36' 18" NB, 5° 29' 53" OL | 1948/WN013 | Meer afbeeldingen |
| Patronaatsgebouw                                                                      |          |           | Esdonkstraat 4    | 51° 36' 18" NB, 5° 29' 53" OL | 1948/WN014 | Upload foto       |
| Dorpswoning                                                                           |          |           | Kapelstraat 31    | 51° 36' 14" NB, 5° 29' 52" OL | 1948/WN015 | Upload foto       |
| Horecabedrijf, voormalige herberg                                                     |          |           | Kapelstraat 48    | 51° 36' 17" NB, 5° 29' 47" OL | 1948/WN016 | Upload foto       |
| Woning in linkerdeel, winkel en opslagruimte in het rechterdeel, voorname dorpswoning |          |           | Kapelstraat 57-59 | 51° 36' 19" NB, 5° 29' 43" OL | 1948/WN017 | Upload foto       |
| Woonhuis, voormalige molenaarshuis                                                    |          |           | Zandvliet 9       | 51° 36' 22" NB, 5° 29' 31" OL | 1948/WN018 | Upload foto       |
| St. Antoniusmolen (is ook rijksmonument)                                              |          |           | Zandvliet 11      | 51° 36' 21" NB, 5° 29' 30" OL | 1948/WN019 | Meer afbeeldingen |

## Eerschot
De plaats Eerschot heeft 5 gemeentelijke monumenten:
| Object    | Bouwjaar | Architect | Locatie          | Coördinaten                   | Nr.     | Afbeelding |
| --------- | -------- | --------- | ---------------- | ----------------------------- | ------- | ---------- |
| Landgoed  |          |           | Groene Woud 7    | 51° 34' 24" NB, 5° 28' 22" OL | 0846/3  | Landgoed   |
| Boerderij |          |           | Kerkdijk-Noord 2 | 51° 33' 58" NB, 5° 28' 13" OL | 0846/7  | Boerderij  |
|           |          |           | Kerkdijk-Noord 4 | 51° 33' 57" NB, 5° 28' 13" OL | 0846/8  |            |
| Woonhuis  |          |           | Schijndelseweg 6 | 51° 34' 19" NB, 5° 27' 49" OL | 0846/22 | Woonhuis   |
| Boerderij |          |           | Sluitappel 12    | 51° 34' 20" NB, 5° 28' 13" OL | 0846/23 | Boerderij  |

## Erp
De plaats Erp kent 60 gemeentelijke monumenten, zie de Lijst van gemeentelijke monumenten in Erp.

## Keldonk
De plaats Keldonk kent 20 gemeentelijke monumenten:
| Object                                     | Bouwjaar | Architect | Locatie            | Coördinaten                   | Nr.        | Afbeelding                 |
| ------------------------------------------ | -------- | --------- | ------------------ | ----------------------------- | ---------- | -------------------------- |
| Voormalig klooster                         |          |           | Antoniusstraat 6   | 51° 35' 16" NB, 5° 35' 10" OL | 1948/WN080 | Upload foto                |
| Voormalig kleuterschool annex parochiehuis |          |           | Antoniusstraat 8a  | 51° 35' 16" NB, 5° 35' 12" OL | 1948/WN081 | Upload foto                |
| Molenromp van Windkorenmolen               |          |           | De Roost 15        | 51° 35' 21" NB, 5° 35' 44" OL | 1948/WN082 | Meer afbeeldingen          |
| Boerderij                                  |          |           | Kampweg 1          | 51° 35' 16" NB, 5° 35' 17" OL | 1948/WN083 | Upload foto                |
| Woonhuis                                   |          |           | Lijnt 7            | 51° 34' 37" NB, 5° 35' 10" OL | 1948/WN084 | Upload foto                |
| Voormalig café/ koetsen en paardenstelling |          |           | Lijnt 9            | 51° 34' 37" NB, 5° 35' 9" OL  | 1948/WN085 | Upload foto                |
| Boerderij, gemengd bedrijf                 |          |           | Lijnt 14           | 51° 34' 20" NB, 5° 34' 39" OL | 1948/WN086 | Upload foto                |
| Boerderij, gemengd bedrijf                 |          |           | Lijnt 17           | 51° 34' 22" NB, 5° 34' 44" OL | 1948/WN087 | Upload foto                |
| Boerderij, gemengd bedrijf                 |          |           | Lijnt 21           | 51° 34' 17" NB, 5° 34' 36" OL | 1948/WN088 | Upload foto                |
| Langgevelboerderij                         |          |           | Morgenstraat 2     | 51° 35' 8" NB, 5° 34' 35" OL  | 1948/WN089 | Upload foto                |
| Boerderij, gemengd bedrijf                 |          |           | Morgenstraat 9     | 51° 35' 11" NB, 5° 34' 37" OL | 1948/WN090 | Upload foto                |
| Voorm. schoolgebouw met onderwijsswoning   |          |           | Morgenstraat 53    | 51° 35' 17" NB, 5° 35' 6" OL  | 1948/WN091 | Upload foto                |
| R.K. Kerk van de H. Antonius van Padua     |          |           | Morgenstraat 55    | 51° 35' 17" NB, 5° 35' 7" OL  | 1948/WN092 | Meer afbeeldingen          |
| Voormalige pastorie                        |          |           | Morgenstraat 57    | 51° 35' 18" NB, 5° 35' 8" OL  | 1948/WN093 | Upload foto                |
| Café annex winkel                          |          |           | Morgenstraat 58-60 | 51° 35' 16" NB, 5° 35' 7" OL  | 1948/WN094 | Upload foto                |
| Boerderij, gemengd bedrijf                 |          |           | Oudestraat 5       | 51° 35' 18" NB, 5° 34' 45" OL | 1948/WN095 | Upload foto                |
| Boerderij, gemengd bedrijf                 |          |           | Oudestraat 7       | 51° 35' 18" NB, 5° 34' 52" OL | 1948/WN096 | Boerderij, gemengd bedrijf |
| Boerderij, gemengd bedrijf                 |          |           | Sweenslag 6        | 51° 35' 15" NB, 5° 34' 4" OL  | 1948/WN097 | Upload foto                |
| Boerderij, gemengd bedrijf                 |          |           | Sweenslag 18       | 51° 35' 18" NB, 5° 33' 45" OL | 1948/WN098 | Upload foto                |
| Boerderij, gemengd bedrijf                 |          |           | Trentweg 5         | 51° 34' 43" NB, 5° 35' 30" OL | 1948/WN099 | Upload foto                |

## Mariaheide
De plaats Mariaheide kent 5 gemeentelijke monumenten:
| Object                     | Bouwjaar       | Architect | Locatie                                          | Coördinaten                   | Nr.        | Afbeelding                 |
| -------------------------- | -------------- | --------- | ------------------------------------------------ | ----------------------------- | ---------- | -------------------------- |
| Dwarshuisboerderij         | vroeg 19e eeuw |           | Krekelshofstraat 17                              | 51° 37' 52" NB, 5° 35' 25" OL | 1948/WN100 | Dwarshuisboerderij         |
| Woonhuis, restaurant       | 1913           |           | Pastoor Van Haarenstraat 4                       | 51° 37' 53" NB, 5° 34' 40" OL | 1948/WN101 | Woonhuis, restaurant       |
| Gedenkteken                | 1888           |           | Overgang Pastoor Van Haarenstraat op De Corridor | 51° 38' 22" NB, 5° 35' 8" OL  | 1948/WN102 | Gedenkteken                |
| Boerderij, gemengd bedrijf | 18e-eeuws      |           | Voorhei 2                                        | 51° 37' 36" NB, 5° 34' 24" OL | 1948/WN103 | Boerderij, gemengd bedrijf |
| Boerderij, gemengd bedrijf | 19e eeuw       |           | Voorhei 10                                       | 51° 37' 45" NB, 5° 34' 25" OL | 1948/WN104 | Boerderij, gemengd bedrijf |

## Nijnsel
De plaats Nijnsel heeft 4 gemeentelijke monumenten:
| Object    | Bouwjaar  | Architect | Locatie          | Coördinaten                   | Nr.     | Afbeelding  |
| --------- | --------- | --------- | ---------------- | ----------------------------- | ------- | ----------- |
| Boerderij |           |           | Lieshoutseweg 33 | 51° 33' 14" NB, 5° 29' 20" OL | 0846/9  | Boerderij   |
| Boerderij |           |           | Lieshoutseweg 58 | 51° 33' 20" NB, 5° 29' 30" OL | 0846/10 | Boerderij   |
| Boerderij |           |           | Sonseweg 1c      | 51° 33' 8" NB, 5° 28' 48" OL  | 0846/24 | Boerderij   |
| Boerderij | 19e-eeuws |           | Vresselseweg 25  | 51° 32' 36" NB, 5° 30' 6" OL  | 0846/26 | Upload foto |

## Olland
De plaats Olland heeft 1 gemeentelijk monument:
| Object   | Bouwjaar | Architect | Locatie                | Coördinaten                   | Nr.     | Afbeelding  |
| -------- | -------- | --------- | ---------------------- | ----------------------------- | ------- | ----------- |
| Woonhuis |          |           | Pastoor Smitsstraat 42 | 51° 34' 50" NB, 5° 24' 30" OL | 0846/21 | Upload foto |

## Sint-Oedenrode
De plaats Sint-Oedenrode kent 15 gemeentelijke monumenten, zie de Lijst van gemeentelijke monumenten in Sint-Oedenrode.

## Veghel
De plaats Veghel kent 67 gemeentelijke monumenten, zie de Lijst van gemeentelijke monumenten in Veghel.

## Zijtaart
De plaats Zijtaart kent 13 gemeentelijke monumenten:
| Object                                                    | Bouwjaar     | Architect              | Locatie                            | Coördinaten                   | Nr.        | Afbeelding                                                |
| --------------------------------------------------------- | ------------ | ---------------------- | ---------------------------------- | ----------------------------- | ---------- | --------------------------------------------------------- |
| Boerderij/gemengd bedrijf                                 |              |                        | Biezendijk 32                      | 51° 35' 1" NB, 5° 31' 41" OL  | 1948/WN172 | Upload foto                                               |
| Hoeve Corsica                                             | 1934         | Christiaan van Liempd  | Corsica 6                          | 51° 35' 42" NB, 5° 31' 45" OL | 1948/WN173 | Upload foto                                               |
| Kleine boerderij                                          |              |                        | Corsica 12                         | 51° 35' 28" NB, 5° 32' 3" OL  | 1948/WN174 | Upload foto                                               |
| Boerderij                                                 | 1890         |                        | Leinserondweg 5                    | 51° 35' 32" NB, 5° 32' 50" OL | 1948/WN175 | Upload foto                                               |
| Boerderij                                                 |              |                        | Leinserondweg 10                   | 51° 35' 45" NB, 5° 32' 52" OL | 1948/WN176 | Upload foto                                               |
| Gedenkteken                                               | 1941         | Herman Walstra         | Parallelweg ong. / Kanaaldijk ong. | 51° 36' 24" NB, 5° 32' 6" OL  | 1948/WN177 | Upload foto                                               |
| Langgevelboerderij                                        |              |                        | Pastoor Clercxstraat 16            | 51° 35' 56" NB, 5° 32' 23" OL | 1948/WN178 | Upload foto                                               |
| Dorpswoning                                               | 1907         |                        | Pastoor Clercxstraat 24            | 51° 35' 43" NB, 5° 32' 27" OL | 1948/WN179 | Upload foto                                               |
| Dorpswoning                                               | 1903         |                        | Pastoor Clercxstraat 43            | 51° 35' 38" NB, 5° 32' 27" OL | 1948/WN180 | Upload foto                                               |
| Klooster van de H. Cecilia van de Zusters Franciscanessen | 1901         | J.H.H. van Groenendael | Pastoor Clercxstraat 50-52         | 51° 35' 34" NB, 5° 32' 31" OL | 1948/WN181 | Klooster van de H. Cecilia van de Zusters Franciscanessen |
| Kerk van de H. Lambertus                                  | 1871         | Hendrik van Tulder     | Pastoor Clercxstraat 69            | 51° 35' 32" NB, 5° 32' 29" OL | 1948/WN182 | Meer afbeeldingen                                         |
| Pastorie van de H. Lambertuskerk                          | 1872         | Hendrik van Tulder     | Pastoor Clercxstraat 71            | 51° 35' 32" NB, 5° 32' 30" OL | 1948/WN183 | Meer afbeeldingen                                         |
| Boerderij / gemengd bedrijf                               | ca 1800-1830 |                        | Zondveldstraat 15                  | 51° 34' 41" NB, 5° 33' 18" OL | 1948/WN184 | Upload foto                                               |

's-Hertogenbosch ·
Alphen-Chaam ·
Altena ·
Asten ·
Baarle-Nassau ·
Bergeijk ·
Bergen op Zoom ·
Bernheze ·
Best ·
Bladel ·
Boekel ·
Boxtel ·
Cranendonck ·
Deurne ·
Dongen ·
Drimmelen ·
Eersel ·
Eindhoven ·
Etten-Leur ·
Lijst van gemeentelijke monumenten in Geertruidenberg ·
Geldrop-Mierlo ·
Gemert-Bakel ·
Gilze en Rijen ·
Goirle ·
Halderberge ·
Heeze-Leende ·
Helmond ·
Heusden ·
Hilvarenbeek ·
Laarbeek ·
Land van Cuijk ·
Maashorst ·
Meierijstad ·
Moerdijk ·
Nuenen, Gerwen en Nederwetten ·
Oirschot ·
Oisterwijk ·
Oosterhout ·
Oss ·
Reusel-De Mierden ·
Roosendaal ·
Someren ·
Son en Breugel ·
Lijst van gemeentelijke monumenten in Steenbergen ·
Tilburg ·
Valkenswaard ·
Vught ·
Waalre ·
Waalwijk ·
Woensdrecht ·
Zundert